# Glenkinchie

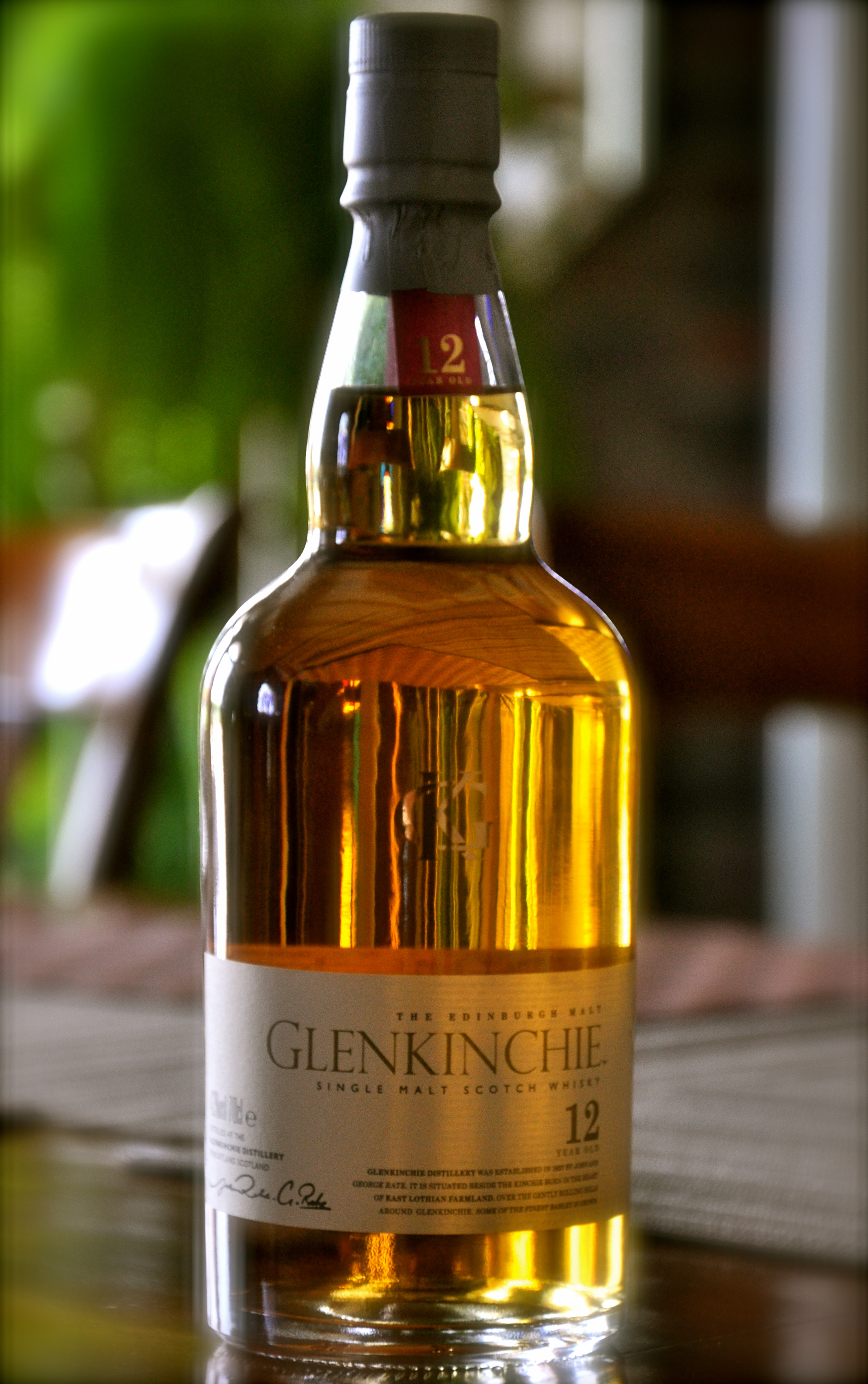
Flaska med 12-årig Glenkinchie.

Glenkinchie är en skotsk single malt whisky från Glenkinchie Distillery utanför Edinburgh som grundades 1837 med detta namn, men som har anor sedan 1825. Glenkinchie ägs numera av den stora spritkoncernen Diageo.
Glenkinchie är en av tre kvarvarande distillerier av single malt whisky som ligger i lågländerna. 
Det är en whisky med lättare och lenare karaktär av låglandstyp.